# Коле (Порденоне)
Коле је насеље у Италији у округу Порденоне, региону Фурланија-Јулијска крајина.
Према процени из 2011. у насељу је живело 280 становника. Насеље се налази на надморској висини од 227 м.